# Сапогов (Ивано-Франковская область)
Сапогов (укр. Сапогів) — село в Галичской городской общине Ивано-Франковского района Ивано-Франковской области Украины.
Население по переписи 2001 года составляло 412 человек. Занимает площадь 5,818 км². Почтовый индекс — 77165. Телефонный код — 03431.